# Мейсснер, Карл Фридрих
Карл Фридрих Даниэль Мейсснер (нем. Carl Daniel Friedrich Meissner или нем. Karl Friedrich Meissner, или нем. Karl Friedrich Meisner; 1 ноября 1800, Берн — 2 мая 1874, Базель) — швейцарский ботаник. Его фамилия изначально имела написание Мейснер, но позже он изменил написание своей фамилии на Мейсснер. 

## Биография
Карл Фридрих Даниэль Мейсснер родился в городе Берн 1 ноября 1800 года.
Он был профессором ботаники в городе Базель. Карл Фридрих Даниэль Мейсснер внёс важный вклад в ботанику, написав большую научную работу Plantarum vascularium genera и описав множество видов растений.
Карл Фридрих Даниэль Мейсснер умер в городе Базель 2 мая 1874 года.

## Научная деятельность
Карл Фридрих Даниэль Мейсснер специализировался на семенных растениях.

## Научные работы
- Plantarum vascularium genera. 1837—1843.
- Die Natur aufgefasst nach ihren Aeusserungen und Ableitung ihres Begriffs. 1870.